# Archéologie industrielle

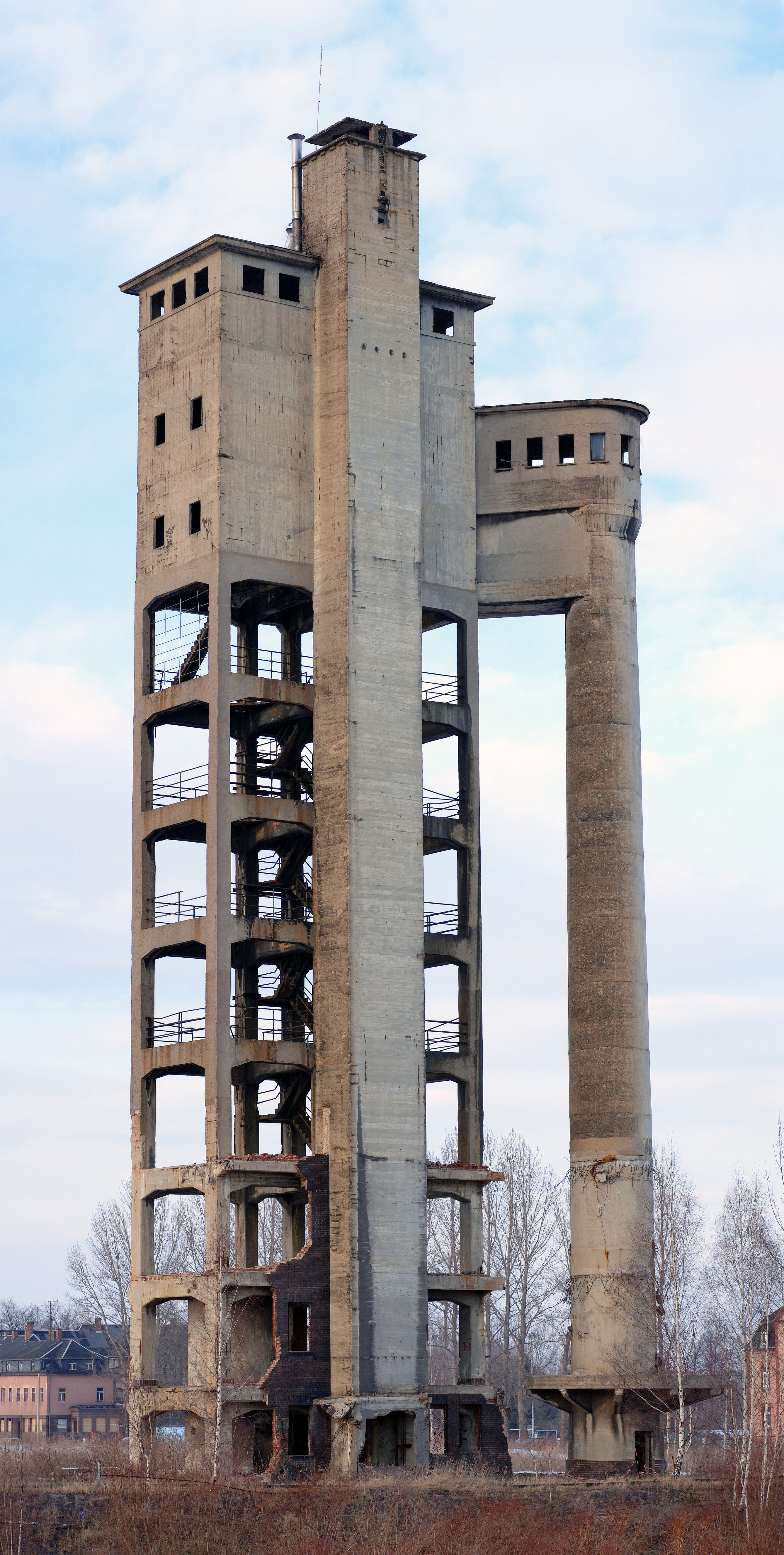
Réservoir d'acide d'une papeterie.

 (mai 2020).
Si vous disposez d'ouvrages ou d'articles de référence ou si vous connaissez des sites web de qualité traitant du thème abordé ici, merci de compléter l'article en donnant les références utiles à sa vérifiabilité et en les liant à la section « Notes et références ».
L'archéologie industrielle est, comme les autres branches de l'archéologie, l'étude des vestiges matériels du passé, mais centrée plus précisément sur le patrimoine industriel : installations minières, métallurgiques, manufactures et usines, transport routier, ponts, tunnels, chemin de fer, chantier naval, marine, navigation fluviale, aviation.
L'archéologie industrielle est née en Angleterre vers 1940 avec les premières études des vestiges de la révolution industrielle. Cette prise de conscience s'est concrétisée par la mise en valeur de l'ensemble de l'Iron Bridge et de la vallée de Coalbrookdale.

## Définition

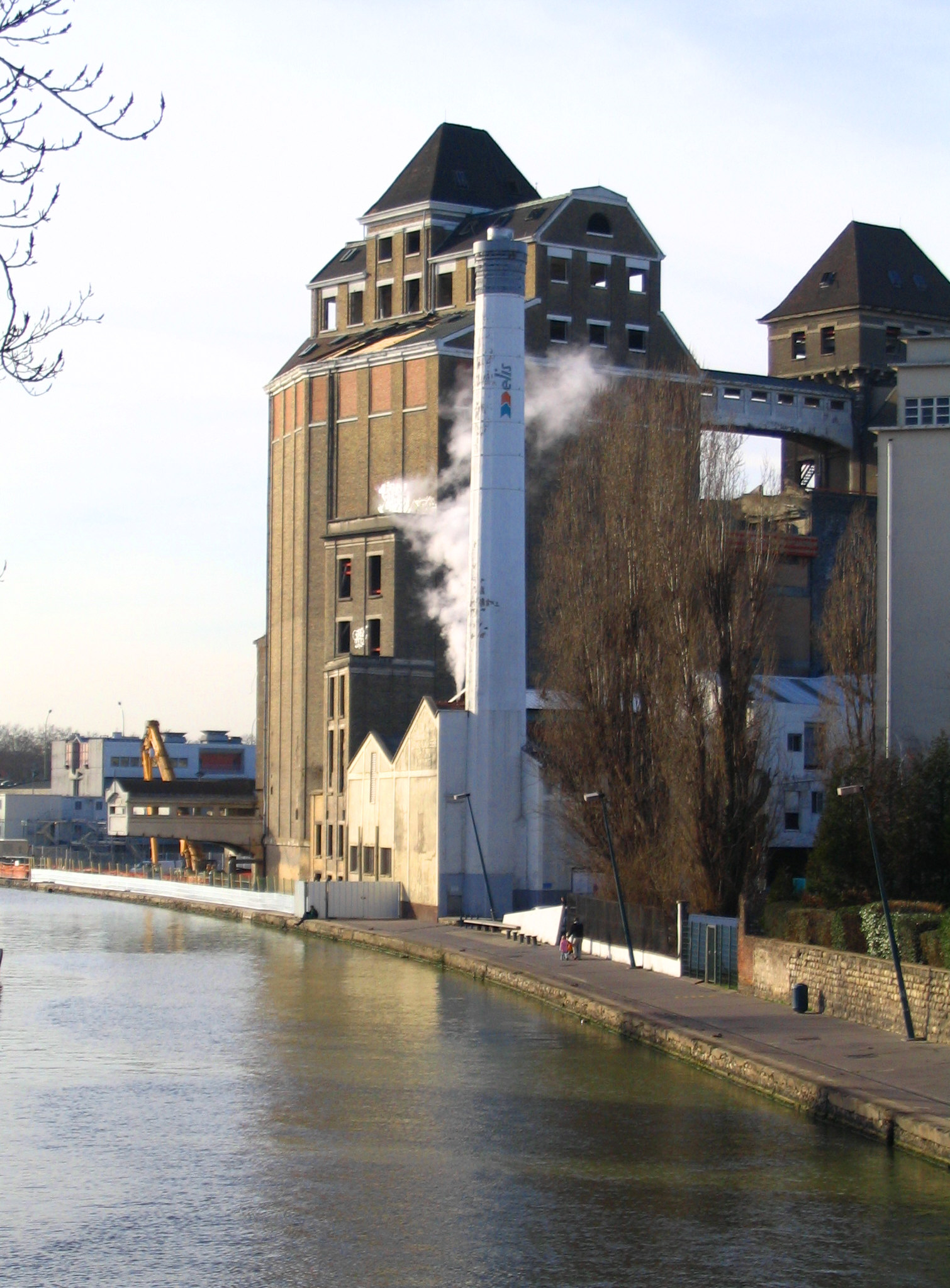
Grands Moulins de Pantin.

L'archéologie industrielle est un domaine qui unit une variété de disciplines parmi lesquelles on retrouve l’archéologie, l’architecture, la construction, l’ingénierie, la préservation historique, la muséologie, la technologie, l’urbanisme et d’autres diverses spécialités, afin de mettre ensemble l’histoire des activités industrielles du passé. L'archéologie industrielle comprend à la fois l'examen des structures existantes et des sites qui doivent faire l'objet d'une fouille.

## Historique
Le domaine de l’archéologie industrielle a été développé pendant les années 1950 au Royaume-Uni où plusieurs sites industriels historiques et des artefacts étaient détruits partout dans le pays, parmi lesquels fait partie le cas notable de l'arc d'Euston (en)  à Londres. Dans les années 1960 et 1970, avec la hausse du mouvement du patrimoine culturel national , l’archéologie industrielle s’est définie comme une forme distincte de l’archéologie avec un fort accent sur la préservation, tout d’abord en Grande-Bretagne, ensuite aux États-Unis et dans le reste de monde. Pendant cette période, les premiers inventaires du patrimoine national industriel ont commencé, Heritage Documentation Programs aux États-Unis et The Industrial Monuments Survey au Royaume-Uni en 1963.
De plus, de nombreuses organisations d’archéologie industrielle ont été établies, comme la Society for Industrial Archeology (en) basée en Amérique du Nord en 1971, et l’Association for Industrial Archaeology (en) en Grande-Bretagne en 1973.
La première conférence internationale sur la Conservation des monuments industriels a eu lieu à Iron Bridge, en Angleterre. Cinq ans plus tard est créé le Comité international pour la conservation du patrimoine industriel (en). 

### Premiers développements
On retrouve les précurseurs du mouvement de l’archéologie industrielle dans l’Université de Sheffield lorsque la préservation des éléments industriels de leur ville de fut instaurée en 1918.
En 1920, la Newcomen Society (en) (groupe formé en 1920 à Londres qui tient son nom de Thomas Newcomen, considéré comme « Le père de la Révolution industrielle ») est créée en Grande-Bretagne dont le but premier est de promouvoir l'étude de l'histoire de l'ingénierie et de la technologie. On y retrouve notamment l’étude de nombreux vestiges de la révolution industrielle, à savoir les ponts de fer, les machines, canaux, moteurs, etc. Ainsi, en 1964, le Journal d’Archéologie Industrielle est publié, premier écrit relatant ces informations. 
Le mouvement de conservation historique semblait juste démarrer aux États-Unis au début du XXe siècle. La majorité des sites historiques ayant retenu l’attention avaient un lien avec les présidents, personnalités publiques ou la première période coloniale.
En 1925, l’un des premiers musées industriels ouvre ses portes aux États-Unis au Vieux Moulin de Slater, construit en 1793 à Pawtucket, dans l’État de Rhode Island, aux États-Unis. 
Ce musée a été créé par un groupe de chefs d’entreprise du milieu de l’industrie du textile de la Nouvelle Angleterre durant une période de déclin due à la concurrence venue du sud. 
En 1966, le Vieux Moulin de Slater est déclaré comme National Historic Landmark (site historique national). On considérait, au début des années 70, Paul E. Rivard, alors directeur du Vieux Moulin Slater comme l’un des personnages clés de la création de la Society for Industrial Archeology, organisation à but non lucratif nord-américaine vouée à l’étude et la préservation des sites industriels historiques.

### Débuts du mouvement de l'Industrie archéologique
Michael Rix, de l’Université de Birmingham a popularisé le terme "archéologie industrielle" en Grande-Bretagne en 1955, qui a écrit un article dans The Amateur Historian sur la nécessité de mieux étudier et préserver les sites industriels des XVIIIe et XIXe siècles ainsi que les reliques de l’industrie britannique. En 1959, un comité de recherche d'archéologie industriel a été établi par le Conseil pour l'archéologie britannique (CAB).
Angus Buchanan a collecté des fiches d’enregistrement qui ont permis de créer, en 1965, en tant qu’archive centrale, le Registre national des monuments industriels (NRIM). On retrouve donc un grand nombre de groupes d'archéologie industrielle formés au Royaume-Uni à la fin des années 1960 tels que la Société d'archéologie industrielle du Gloucestershire en 1963, la Société d'archéologie industrielle de Bristol en 1967 et la Société d'archéologie industrielle du Grand Londres en 1968, entre autres.
Le but de ces groupes locaux d’industrie archéologie était d’enregistrer les vestiges de l'histoire industrielle, en particulier ceux considérés comme les plus menacés par les projets de réaménagement urbain. On récoltait donc des informations sur l’historique du site via les archives disponibles, telles que des anciennes photographies. On y alliait aussi des mesures détaillées du site ainsi que des dessins. Ces informations créaient donc l’enregistrement du vestige.
Grâce à tous ces enregistrements, on prépare généralement un rapport et des copies sont placées dans les archives publiques afin d’en faire bénéficier les générations futures. Ces enregistrements permettent d’obtenir une vue d’ensemble.

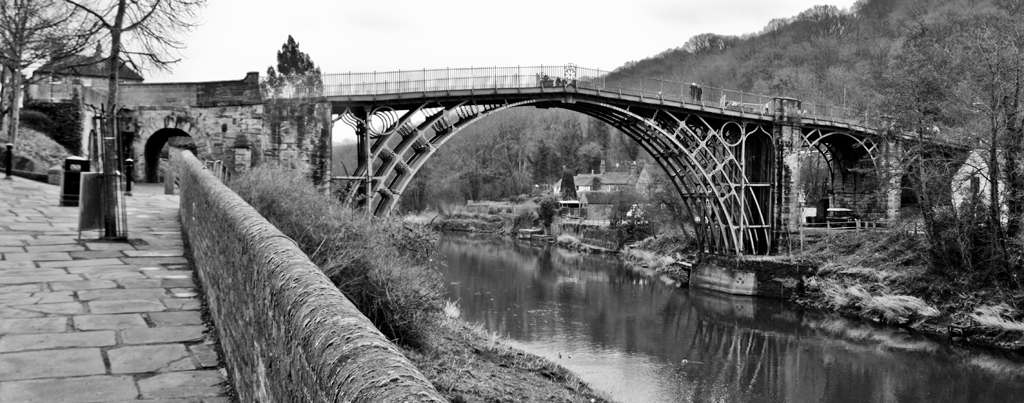
Gorge d'Ironbridge

L’une des premières régions à faire l’objet d’une étude systématique de l’archéologie industrielle fut la gorge d’Ironbridge, dans le Shropshire, au Royaume-Uni. Ce site s’est rapidement développé comme l’un des premiers paysages industriels au monde. À partir du XVIIIe siècle, on y trouve, entre autres, une gamme d’industries extractives, ainsi que de vastes usines de fabrication du fer, et de nombreux chemins de fer. En 1967 est créé The Ironbridge Gorge Museum (Organisation du patrimoine industriel qui gère dix musées et 35 sites historiques de la gorge d'Ironbridge, largement considérée comme le berceau de la révolution industrielle). En 1986, l'importance de la gorge d'Ironbridge est reconnue grâce à sa désignation comme site du Patrimoine mondial de l'Unesco.
En 1963, le journaliste Britannique Kenneth Hudson (en) publiait le premier texte concernant l’archéologie industrielle intitulé Industrial archaeology: an introduction. 
En avril 1967, Hudson s’exprima lors d’un séminaire ayant lieu à la Smithsonian Institution, à Washington, D.C., qui est considéré comme le berceau du mouvement de l’Industrie Archéologique aux États-Unis. 
Ce séminaire traitait de ce qui avait été fait pour mettre en avant l’étude de l’industrie archéologique en Grande-Bretagne et en Europe ainsi que ce qui devait être fait aux États-Unis. Des spécialistes de la préservation de l'histoire, de professionnels de musées et d'autres spécialistes ont assisté à ce séminaire.  
L’Historic American Engineering Record (HAER) a été formé en 1969, en accord avec la Société américaine d'Ingénieurs des travaux publics. Depuis lors, HAER  a enregistré des milliers de sites et de structures industriels / d'ingénierie à travers les États-Unis, qui ont été enregistrés à la Bibliothèque du Congrès à des fins d'intérêt public.

### Les années 1970-1980

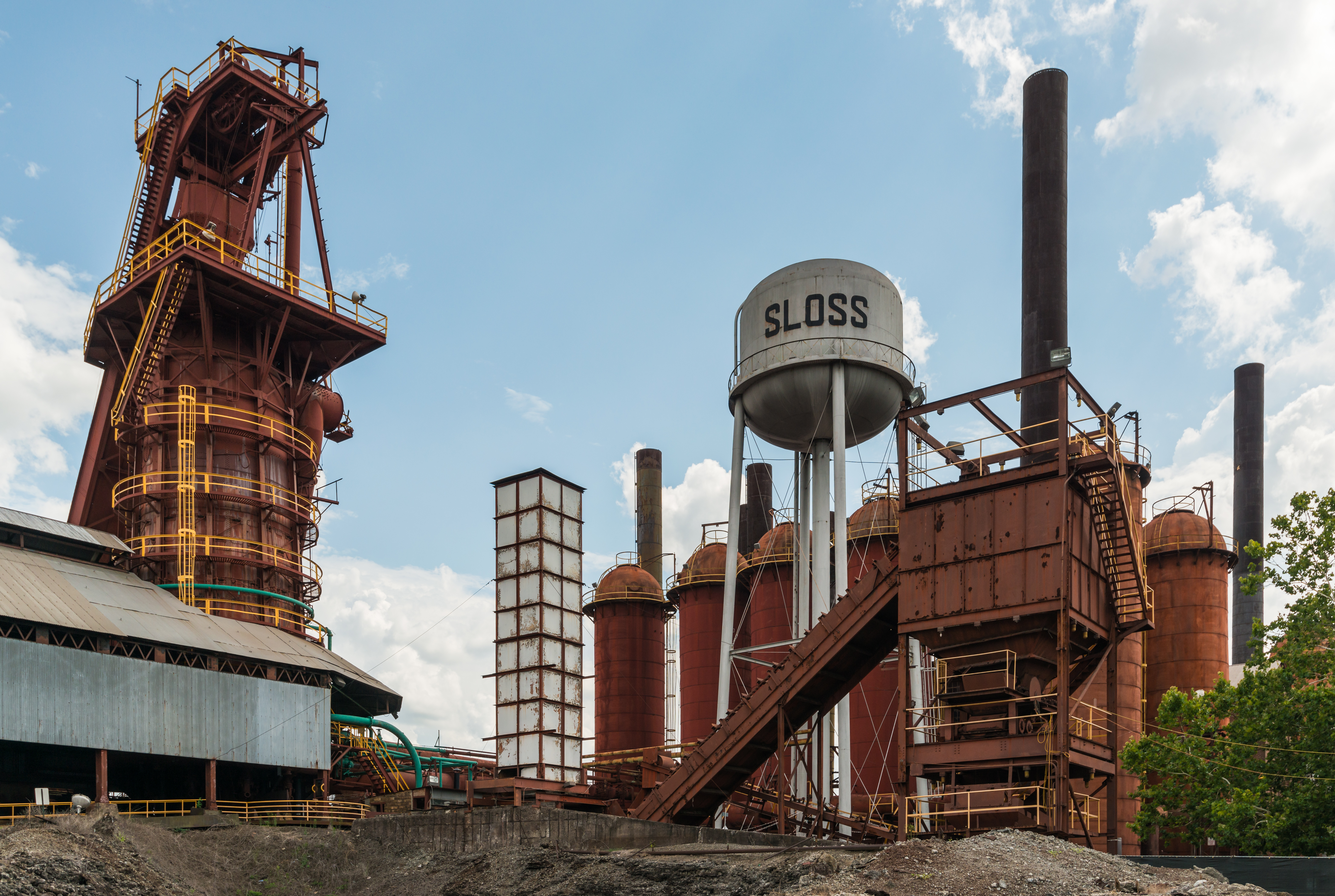
Sloss Furnaces, Birmingham, Alabama

Au début des années 1970, l’archéologie industrielle n’a été pratiquée que dans quelques pays par des amateurs et des professionnels qui avaient différents contextes et objectifs. Malgré tout ce qui était déjà acquis dans ce domaine, il était difficile pour l’archéologie industrielle d'être acceptée comme une vraie recherche savante. 
En octobre 1971, des représentants des différents musées, universités et organisations aux États-Unis et Canada se sont réunis à Washington pour échanger des idées et des informations. Grâce à cette rencontre, a été créée la première société académique liée à l’archéologie industrielle dans le monde. Son premier journal a été publié en janvier 1972.
En 1973, l'association de l'archéologie industrielle a été fondée en Grande-Bretagne qui a réunis de nombreux groupes locaux de l’archéologie industrielle dans le pays. L’association publie un bulletin d’information, appelé « Industrial Archaeology News », ainsi qu’une revue universitaire. Beaucoup de membres de l’association ont activement contribué à la promotion de la mission de l’IA dans toute l’Europe et le reste du monde. 
Avec le déclin rapide de nombreuses industries établies en Amérique du Nord et en Europe au cours des années 1970, les archéologues industriels ont commencé à assumer un nouveau rôle d'enregistrement et de préservation des sites récemment fermés. Parmi les projets notables de cette décennie, on retrouve la transformation de Sloss Furnaces à Birmingham, Alabama, en un musée industriel en plein air. Il a ouvert ses portes en 1983 et propose une variété de programmes éducatifs et civiques.
En 1982, un groupe de volontaires a commencé à enregistrer les industries passées et présentes, en tant que ressource pour l'archéologie industrielle. Lorsque c’est possible, ils capturent le processus et les activités d’une industrie pendant qu’elle fonctionne. 

### Depuis 1990
Depuis 1990, on assiste à une prise de conscience croissante de l’importance du patrimoine industriel, confirmée notamment par l’ajout de nombreux sites industriels à la Liste du patrimoine mondial de l'Unesco. De nombreux sites industriels préservés sont devenus un élément vital du tourisme patrimonial, notamment la Route européenne du patrimoine industriel (ERIH), établie en 1999. Le nombre de sites industriels préservés et convertis à d’autres usages tels que des appartements, des espaces publics ou des musées au lieu d’être démolis témoigne également des efforts des archéologues industriels.
L'archéologie industrielle a été progressivement acceptée dans le monde universitaire. Au Royaume-Uni, où le domaine s’est développé en grande partie grâce aux efforts de chercheurs bénévoles, l’émergence de projets financés par des développeurs au cours des deux dernières décennies a conduit à une présence accrue de praticiens professionnels, avec l’application de méthodes d’archéologie théorique telles que l’archéologie du paysage. Cependant, alors que de nombreux départements d'archéologie universitaires incluent désormais la période industrielle dans leurs cursus, l'archéologie industrielle reste un domaine d'étude relativement limité, avec peu de programmes d'archéologie industrielle spécialisés, tels que ceux proposés par la Michigan Technological University et l'Ironbridge Institute.
Le grand public n’est toujours pas conscient de l’importance du patrimoine industriel, car le sujet a souvent l’impression de ne pas être «assez âgé» pour être véritablement considéré comme de l’archéologie. À l'instar d'autres domaines historiques, les archéologues industriels du monde entier continuent de faire face à la concurrence croissante des fonds publics alloués à leurs projets de recherche, d'enseignement et de préservation. Le nombre de sites industriels historiques et un financement limité signifie souvent que beaucoup sont encore perdu à la négligence, au feu et à la démolition.
En 2003, la Charte du Nizhny Tagil a été adoptée par la TICCIH (The International Committee for the Conservation of the Industrial Heritage, généralement connu sous son acronyme TICCIH, est la société internationale vouée à l'étude de l'archéologie industrielle et à la protection, la promotion et l'interprétation du patrimoine industriel) lors de son XIIe Congrès à Nijni Taguil, en Russie. C'est la norme internationale pour l'étude, la documentation, la conservation et l'interprétation du patrimoine industriel.
En avril 2013, la marque Mini organise un tour d'Europe ayant produit des Mini, un exemple de récupération de l'archéologie industrielle au service de la publicité.

### L'archéologie industrielle en France
La prise en compte de l'intérêt du patrimoine industriel s'est développée tardivement en France. En 1978 est fondé le Comité d’information et de liaison pour l’archéologie, l’étude et la mise en valeur du patrimoine industriel (CILAC), une association à but non lucratif à vocation nationale, qui regroupe universitaires et chercheurs de différentes disciplines.
Le patrimoine industriel reste cependant largement méconnu, reflétant le désintérêt assez général de la société française pour son industrie.
Jusqu'au début des années 1990, au cours desquelles auront lieu des campagnes d'inventaire et de classement au titre des Monuments Historiques, on constatera la disparition de sites remarquables, comme les pavillons Baltard, anciennes halles de Paris, édifiés en 1852 et détruits en 1971, ou le palais de la foire de Lille (Jean Prouvé, 1950), qui disparaîtra en 1987 pour édifier le projet Euralille.
L'archéologie ferroviaire, autrement dit l'intérêt pour les vestiges de l'histoire ferroviaire (anciennes gares, anciennes lignes, ancien matériel roulant) est un aspect de l'archéologie industrielle.

## Méthodes
L'archéologie industrielle offre une multiplicité d'approches qui s'opèrent essentiellement de manière régressive, comme l'archéologie classique. C'est-à-dire que l'on va partir du terrain, des indices et des traces laissés plus ou moins clairement par les différentes infrastructures industrielles. La méthode varie donc en fonction de l'emplacement, de l'infrastructure, de sa conservation et de son ancienneté. Toutefois, on pourrait résumer la méthodologie de l'archéologie industrielle en quatre grandes étapes :

### Le repérage
Il faut d'abord choisir le bon terrain. Chaque fois que le patrimoine industriel n'est pas monumental ou en tout cas clairement visible, il faut avant tout le localiser précisément : c'est la première phase de toute opération d'archéologie industrielle, dite de repérage. On commence souvent par un travail d'analyse des documents anciens, tels que les enquêtes industrielles, des cartes ou le cadastre pour géolocaliser les sites. Parfois, les photographies aériennes et autres outils de ce genre peuvent aider pour un balayage plus utile, sans investissement supplémentaire. Peut s'ajouter aussi l'apport de la toponymie.

### L'analyse des lieux
Il s'agit ensuite d'étudier le terrain. Pour cela, il ne faut pas en attendre une datation, mais des pistes, à défaut de preuves. Rien ne remplace l'observation directe, elle seule autorise à trancher entre plusieurs hypothèses, quand du moins le terrain n'a pas été entièrement réoccupé, remodelé par d'autres activités. Sur le site, la conduite de l'enquête emprunte les techniques de la recherche en architecture. Les relevés, appuyés de photographies, aident à comprendre les principes de construction et la logique de fonctionnement des bâtiments. Si la structure du site n'est pas visible, on peut essayer de retrouver des éléments de fondation et des sols. Il arrive que la recherche soit essentiellement de l'archéologie en déterminant par sondages les niveaux successifs d'occupation. C'est réveiller, pour des périodes proches, la mémoire du sol. Mais le travail de terrain n'épuise pas le contenu de la démarche d'archéologie industrielle.

### L'archivage
Viens ensuite l'archivage. L'archive est précieuse pour éclairer ou suppléer les informations que livre le site. Les plus utiles, bien sûr, sont les archives de l'entreprise elle-même, écrites ou figurées. Le jeu des inventaires, des plans, des correspondances, etc. donne une image probable et surtout évolutive du dispositif des bâtiments, des outillages et du mode d'emploi de l'espace de l'usine. Au-delà de ce premier cercle, d'autres archives sont de bonne prise, qu'elles soient notariales, judiciaires ou administratives. Quand l'activité n'a pas déserté le site depuis trop longtemps, le recours aux témoignages oraux, patronaux et ouvriers, apporte un complément irremplaçable pour expliquer des pratiques, corriger des jugements, livrer en quelque sorte le quotidien des ateliers. La querelle, un moment entrevue, entre ceux qui privilégiaient le terrain et ceux qui ne retenaient que l'archive était donc vide de sens : c'est dans le va-et-vient constant entre les deux que prend forme l'histoire d'un site.

### La publication ou l'enregistrement
Enfin, une fois l'archivage fini, on fait la synthèse des éléments. On édite un rapport qu'on enregistre dans son organisme et que l'on publie dans un périodique pour tenir au courant les personnes intéressés des nouvelles découvertes en termes d'archéologie industrielle, ou bien des entreprises pour leur donner des conseils, ou encore l'état si le site découvert est important pour le patrimoine national.

## Pôles scientifiques
Il existe des sociétés nationales et internationales d'archéologie industrielle. Ils réunissent des personnes intéressées par la recherche, l’enregistrement, la préservation et la présentation du patrimoine industriel. La plupart des groupes publient des bulletins périodiques et organisent divers conférences, séminaires et visites de sites d’archéologie industrielle. Les organisations d'analyse d'impact peuvent également participer à des activités de conseil sur des questions de conservation historiques ou à des unités gouvernementales lors de la révision ou de la démolition de sites ou de bâtiments importants.
Voici la liste des sociétés d'archéologie industrielle en 2018, mise à jour à partir de la liste anglaise datant de septembre 2017.
| Alias       | Nom de l'organisation                                                            | Pays/région                         | Date de création | Site internet                       |
| ----------- | -------------------------------------------------------------------------------- | ----------------------------------- | ---------------- | ----------------------------------- |
| AIA         | Association pour l'Archéologie Industrielle                                      | Grande-Bretagne                     | 1973             | industrial-archaeology.org          |
| SIA         | Société de l'Archéologie Industrielle                                            | États-Unis / Canada                 | 1974             | www.sia-web.org                     |
| JIAS        | Société Japonaise de l'Archéologie Industrielle                                  | Japon                               | 1977             | jias.o.oo7.jp/index.html            |
| VVIA        | Association Flamande d'Archéologie Industrielle                                  | Pays-Bas                            | 1978             | www.vvia.be                         |
| CILAC       | Comité d'Information et de Liaison pour l'Archéologie                            | France                              | 1979             | www.cilac.com                       |
| SBI         | Société pour la Conservation des Environnements Industriels                      | Danemark                            | 1979             | www.fabrikogbolig.dk                |
| FIEN        | Fédération du Patrimoine Industriel Néerlandais                                  | Pays-Bas                            | 1984             | www.industrieel-erfgoed.nl          |
| PIWB        | Patrimoine Industriel Wallonie-Bruxelles                                         | Belgique                            | 1984             | www.patrimoineindustriel.be         |
| IHTIA       | Institut pour l'Histoire de la Technologie et de l'Archéologie Industrielle      | États-Unis West Virginia University | 1989             | www.as.wvu.edu/ihtia                |
| SGTI / ASHT | Société Suisse de l'Histoire de la Technologie et de l'Héritage Industriel       | Suisse                              | 1989             | www.sgti.ch or www.asht.ch          |
| SIM         | Association Suédoise de la Mémoire Industrielle                                  | Suède                               | 1989             | www.sim.se                          |
| IHAI        | Association de l'Héritage Industriel Irlandais                                   | Irelande                            | 1996             | www.ihai.ie                         |
| APPI        | Association Portugaise pour le Patrimoine Industriel                             | Portugal                            | 1997             | www.museudaindustriatextil.org/appi |
| AIPAI       | Association Italienne du Patrimoine Archéologique Industriel                     | Italie                              | 1997             | www.patrimonioindustriale.it        |
| TICCIH      | The International Committee for the Conservation of the Industrial Heritage      | Internationale                      | 1978             | www.ticcih.org                      |
|             | TICCIH España                                                                    | Espagne                             | 1999             | www.ticcih.es                       |
|             | TICCIH Germany                                                                   | Allemagne                           |                  | German TICCIH National Committee    |
|             | TICCIH Mexico                                                                    | Mexique                             | 2006             | www.ticcihmexico.org                |
|             | TICCIH Brasil                                                                    | Brésil                              | 2003             | www.patrimonioindustrial.org.br     |
| EFAITH      | Fédération Européenne des associations de l'Industrie et de l'Héritage Technique | Europe                              |                  | www.e-faith.org                     |